# Acelomorfs
Els acelomorfs (Acoelomorpha) són un grup d'animals bilaterals de posició taxonòmica incerta. Abans es classificaven dins els platihelmints, dels quals van ser separats per Jaume Baguñà i Marta Riutort sobre la base d'estudis de filogènia molecular com un fílum basal entre els bilaterals. La seva filogènia es troba en actual investigació.

## Taxonomia
Segons WoRMS, els acelomorfs tenen categoria de subembrancament de l'embrancament Xenacoelomorpha, i inclou dos ordres:
- Ordre Acoela
- Ordre Nemertodermatida